# Ахмадиев, Копен Кабылкасымович
Копен Кабылкасымович Ахмадиев (родился 6 декабря 1955, Усть-Каменогорск) — военный деятель Казахстана, генерал-лейтенант авиации (11.12.2004). В рядах Вооруженных Сил находится с 1 сентября 1973 года. Окончил зенитно-ракетное училище противовоздушной обороны (1976), военно-командную академию противовоздушной обороны (1989). Командир взвода, батареи, начальник штаба, заместитель командира зенитно-ракетного дивизиона, начальник командного пункта, командир зенитно-ракетного дивизиона, заместитель командира зенитно-ракетного полка, начальник штаба полка, командир зенитного-ракетного полка. Первый заместитель командующего силами воздушной обороны Министерства обороны Республики Казахстан, начальник штаба (1998). В 2001—2007 годах — главнокомандующий силами воздушной обороны Республики Казахстан.

## Награды
- Орден Данк 2 степени
- Медали
- Почётный гражданин города Приозёрск (2005)